# Henri III de Misnie
Henri III dit l'Illustre (en allemand : Heinrich der Erlauchte), né selon les sources vers 1215, 1216 ou 1218 et mort le 15 février 1288 à Dresde, issu de la première branche de la maison de Wettin, est margrave de Misnie et margrave de Basse-Lusace depuis 1221. Dès l'an 1247, il fut également landgrave de Thuringe et comte palatin de Saxe.
Henri est l'ancêtre direct des différentes maisons de Saxe, la maison de Saxe-Cobourg-Gotha donnant des souverains au duché de Saxe-Cobourg et Gotha, au Royaume-Uni (maison de Windsor), au royaume de Portugal (Bragance-Saxe-Cobourg et Gotha), au royaume de Bulgarie (Sakskoburggotski), à la Belgique (Saxe-Cobourg-Saalfeld). Les électeurs puis rois de Saxe appartiennent à la sixième branche des Wettin appelée maison albertine, ils ont pour ascendant Albert III de Saxe (1443-1500), fils de l'électeur Frédéric II, lui-même issu de la première branche de la dynastie.

## Biographie
Né probablement à la résidence de Meissen (Albrechtsburg), Henri est le fils cadet du margave Thierry Ier l'Exilé et de son épouse Judith (Jutta), fille du landgrave Hermann Ier de Thuringe. Thierry régnait sur la marche de Misnie depuis l'an 1198 ; en 1210, à la mort de son cousin le margrave Conrad II, il a également reçu la marche de Lusace des mains de l'empereur Otton IV. Henri III, encore mineur, succéda à son père en 1221 ; il est au début placé sous la tutelle de son oncle le landgrave Louis IV de Thuringe, puis, à partir de 1227, du duc Albert Ier de Saxe.
Déclaré majeur en 1230, le jeune margrave participe à la croisade de l'ordre Teutonique contre les Prussiens envoyant deux navires pour s'emparer de la forteresse de Balga en 1237. Peu après, il se fâcha avec les margraves Jean Ier et Othon III de Brandebourg, ses voisins au nord. Après de violents affrontements, Henri, en 1245, a dû céder la seigneurie territoriale sur le plateau de Teltow, avec les résidences de Köpenick et de Mittenwalde aux souverains de Brandebourg.
La mort en 1247 du landgrave de Thuringe Henri Raspe provoque un conflit entre le mari de sa nièce Sophie de Thuringe, le duc Henri II de Brabant et le fils de sa sœur Judith, le margrave Henri l'Illustre. Finalement c'est ce dernier qui l'emporte dans la guerre de Succession de Thuringe et conserve la maitrise de la Thuringe et devient comte palatin de Saxe pendant que la Hesse est attribuée en 1265 à Henri Ier l'Enfant de Brabant qui devient le premier Landgrave de la nouvelle lignée de Hesse.

## Union et postérité
Henri III l'Illustre épouse en 1234 Constance d'Autriche (1212-1243), fille du duc Léopold VI d'Autriche, issue de la maison de Babenberg. Deux enfants sont nés de cette union :
- Albert II le Dégénéré ;
- Thierry de Landsberg (1242-1285), margrave de Landsberg, qui, en 1258, épouse Hélène de Brandebourg (Maison d'Ascanie) (postérité).

Veuf en 1243, Henri III l'Illustre épouse Agnès (Anežka), fille du roi Venceslas Ier de Bohême (maison des Přemyslides).
De nouveau veuf en 1268, Henri III l'Illustre épouse en 1273 Élisabeth de Maltitz (1238-1333).
Deux enfants sont nés de cette union :
- Frédéric (1273-1316), qui, en 1305, épouse Judith de Schwarzbourg (postérité) ;
- Hermann.